# Roger Léger (homme politique)
Pour les articles homonymes, voir Léger et Roger Léger.
Roger Léger, né le 24 juin 1910 à Le Havre (Seine-Maritime) et mort le 14 mai 2001 à Le Havre (Seine-Maritime), est un homme politique français.

## Mandats
- Député de la Seine-Maritime (1956-1958)